# Henk Rooimans
Henk Rooimans (Amersfoort, 11 juli 1947 – aldaar,16 april 2019) was een Nederlands architect en beeldend kunstenaar.

## Architect
Als architect werkte Rooimans vooral in Nederland, Duitsland en Frankrijk. Zijn opdrachtgevers waren onder meer het ministerie van Defensie, diverse apothekers, overheden en particulieren. Hij richtte in 1973 samen met zijn vader en stedenbouwkundige Arie-Hendrik Rooimans Rooimans & Rooimans Architekten op. De hoofdactiviteiten van het bureau waren diverse architectuurontwerpen, veelal geïntegreerd met interieurarchitectuur-elementen. Het architectenbureau bouwde diverse gebouwen voor defensie in Seedorf in Duitsland. Henk Rooimans verzorgde restauraties van monumentale panden zoals het burgerweeshuis en de daarnaast gelegen zeven monumenten aan de Zuidsingel te Amersfoort en renoveerde het gemeentehuis in Leusden. In Leusden bouwde hij ook een sportcomplex in het Burgemeester Buining Sportpark.

## Rooimans & Rooimans
Het architectenbureau Rooimans & Rooimans Architekten was vanaf 1973 gevestigd in Amersfoort en was voor een gedeelte voortgekomen uit de praktijk van de heer A.H. Rooimans. Zoon Henk was tot 2015 particulier architect en eigenaar van het bureau, waarna het bureau werd opgeheven.
Tijdens zijn studie voerde Henk Rooimans diverse kleinschaliger opdrachten uit voor zijn vader, die werkzaam was als architect-stedenbouwkundige. Na het voltooien van zijn studie begon hij bij zijn vader opdrachten uit te voeren. A.H. Rooimans was op dat moment verantwoordelijk als directeur, stedenbouwkundige en architect bij gemeentewerken van de stad Amersfoort en voerde daarnaast verschillende opdrachten als particulier architect uit. Deze opdrachten waren hoofdzakelijk opdrachten van buiten de gemeente Amersfoort. Na zijn pensionering bij de gemeente werd de samenwerking met zijn zoon intensiever en werd deze samenwerking ook in de naam van het bureau aangegeven: Rooimans & Rooimans Architekten.
In het begin van zijn bestaan nam het bureau grotere opdrachten aan dan later het geval was. Dit was omdat het bureau toen nog twee architecten en een groter aantal tekenaars in dienst had. Toen A.H. Rooimans minder ging werken, besloot H. Rooimans met een kleiner bureau verder te gaan. Argumenten hiervoor waren dat hij veel waarde hechtte aan het zelf initiëren, coördineren en uitvoeren van een opdracht van beginfase tot eindfase. Hierdoor werkte het bureau met minder personeel dan voorheen en werkte het samen met vaste externe calculators, constructeurs en adviesbureaus. Het grootste deel van de opdrachten in de 21e eeuw bestond uit verbouwingen en uitbreidingen van woningen, winkels, kantoren etc. en het ontwerpen van inrichtingen van ook diverse gebouwen. Henk Rooimans werd ook geregeld als adviseur aangetrokken bij bouwplannen en spande zich in voor het ruimtelijk erfgoed Amersfoort, onder andere als voorzitter van het Forum Ruimtelijk Erfgoed Flehite.

## Beeldend kunstenaar
Het karakter van zijn werk als beeldend kunstenaar is monumentaal, robuust, wat ruw en enigszins brutaal. Zijn materieschilderijen zijn driedimensionaal. De lichtval op de objecten maken daarom het zichtbare steeds op een andere wijze kenbaar.

## Laatste klus
Zijn laatste klus was in september 2017: expositie 'De Stijl voorbij - Gerrit Rietveld en de jaren vijftig', in het Rietveldpaviljoen aan de Zonnehof in Amersfoort.
Rooimans overleed in april 2019 op 71-jarige leeftijd. Hij werd gecremeerd bij Crematorium Rusthof in Leusden.